# Джузеппе Моро
Джузе́ппе Мо́ро (італ. Giuseppe Moro, * 16 січня 1921, Карбонера — † 27 січня 1974, Порто-Сант'Ельпідіо) — колишній італійський футболіст, воротар.
Насамперед відомий виступами за клуби «Тревізо», «Сампдорія» та «Рома», а також національну збірну Італії.

## Клубна кар'єра
Вихованець футбольної школи клубу «Тревізо». Дорослу футбольну кар'єру розпочав 1938 року в основній команді того ж клубу, в якій провів чотири сезони, взявши участь у 68 матчах чемпіонату.
Протягом 1942—1943 років захищав кольори команди клубу «Алессандрія».
Своєю грою за останню команду знову привернув увагу представників тренерського штабу клубу «Тревізо», до складу якого повернувся 1943 року. Цього разу відіграв за команду з Тревізо наступні чотири сезони своєї ігрової кар'єри.
Згодом з 1947 по 1955 рік грав у складі команд клубів «Фіорентина», «Барі», «Торіно», «Луккезе-Лібертас», «Сампдорія» та «Рома».
Завершив професійну ігрову кар'єру у клубі «Верона», за команду якого виступав протягом 1955—1956 років.

## Виступи за збірну
1949 року дебютував в офіційних матчах у складі національної збірної Італії. Протягом кар'єри у національній команді, яка тривала 5 років, провів у формі головної команди країни лише 9 матчів, пропустивши 10 голів. У складі збірної був учасником чемпіонату світу 1950 року у Бразилії.